# Peer Kluge
Peer Kluge (ur. 22 listopada 1980 we Frankenberg/Sa.) – niemiecki piłkarz grający na pozycji defensywnego pomocnika.

## Życiorys
Kluge rozpoczął piłkarską karierę w klubie Chemnitzer FC. W 1999 roku zadebiutował w 2. Bundeslidze. W barwach Chemnitzer grał tam przez 2 sezony, aż w 2001 roku klub opuścił drugą ligę, ale Kluge był jednym z najlepszych zawodników w drużynie. Po spadku opuścił Chemnitz i przeniósł się do pierwszoligowej Borussii Mönchengladbach. Zadebiutował w niej 24 listopada 2001 w przegranym 1:3 meczu z VfL Wolfsburg. Początkowo w Borussii grał mało, ale już w sezonie 2002/2003 był podstawowym zawodnikiem zespołu. W 2004 roku zajął z nią 11. miejsce, ale w 2006 roku zagrał z zespołem jeszcze lepiej kończąc rozgrywki na 10. pozycji (najwyższej w dotychczasowej karierze Peera). W sezonie 2006/2007 zespół po słabej grzej i ostatnim miejscu został jednak zdegradowany do drugiej ligi i Kluge postanowił odejść z klubu. W Borussii rozegrał 141 ligowych meczów, w których zdobył 9 bramek.
W lipcu 2007 Kluge podpisał 3-letni kontrakt z siódmym zespołem sezonu 2006/2007 i zarazem zdobywcą Pucharu Niemiec, 1. FC Nürnberg. Zadebiutował w nim 18 sierpnia 2007 w wygranym 2:1 wyjazdowym meczu z Hansą Rostock. W 2008 roku spadł z Nürnberg do drugiej ligi, a w 2009 roku powrócił do pierwszej.
W grudniu 2009 roku Kluge trafił do FC Schalke 04. W nim po raz pierwszy wystąpił 17 stycznia 2010 w meczu z Nürnberg (1:0).
| Sezon       | Klub                     | Kraj   | Rozgrywki     | Mecze | Bramki |
| ----------- | ------------------------ | ------ | ------------- | ----- | ------ |
| 1999/00     | Chemnitzer FC            | Niemcy | 2. Bundesliga | 11    | 0      |
| 2000/01     | Chemnitzer FC            | Niemcy | 2. Bundesliga | 31    | 1      |
| 2001/02     | Borussia Mönchengladbach | Niemcy | Bundesliga    | 10    | 0      |
| 2002/03     | Borussia Mönchengladbach | Niemcy | Bundesliga    | 24    | 2      |
| 2003/04     | Borussia Mönchengladbach | Niemcy | Bundesliga    | 22    | 0      |
| 2004/05     | Borussia Mönchengladbach | Niemcy | Bundesliga    | 32    | 2      |
| 2005/06     | Borussia Mönchengladbach | Niemcy | Bundesliga    | 28    | 3      |
| 2006/07     | Borussia Mönchengladbach | Niemcy | Bundesliga    | 25    | 2      |
| 2007/08     | 1. FC Nürnberg           | Niemcy | Bundesliga    | 22    | 3      |
| 2008/09     | 1. FC Nürnberg           | Niemcy | 2. Bundesliga | 28    | 4      |
| 2009/10 (j) | 1. FC Nürnberg           | Niemcy | Bundesliga    | 17    | 2      |
| 2009/10 (w) | FC Schalke 04            | Niemcy | Bundesliga    | 13    | 0      |
| 2010/11     | FC Schalke 04            | Niemcy | Bundesliga    | 22    | 1      |
| 2011/12     | FC Schalke 04            | Niemcy | Bundesliga    | 3     | 0      |
| 2012/13     | Hertha BSC               | Niemcy | 2. Bundesliga | 27    | 3      |